# Альдор, Янош Ласло

Женский портрет

Игра с кошкой

Я́нош Ла́сло А́льдор (венг. Áldor János László; 1895—1944, Маутхаузен) — венгерский живописец и архитектор. Портретист.

## Биография
Художник-самоучка. Обучался архитектуре. Работал в Бая-Маре. В 1919 году получил научную степень в области архитектуры. В 1923—1925 годах обучался в художественной колонии Адольфа Феньеша в Сольноке. В 1926 совершенствовался в Париже, в 1928 году совершил образовательную поездку в Италию, был членом правления Общества Дьюлы Бенцура. Погиб в 1944 году в концентрационном лагере Маутхаузен. Его картины хранятся в Венгерской национальной галерее и Национальной галерее во Флоренции.